# Amédée (Vorname)
Amédée [a.me.de] ist ein männlicher Vorname. 

## Herkunft und Bedeutung
→ Hauptartikel: Amadeus
Bei Amédée handelt es sich um die französische Variante des lateinischen Namen Amadeus.
In der französischsprachigen Schweiz existiert auch Amadé als Namensvariante.

## Verbreitung
Zu Beginn des 20. Jahrhunderts war der Name Amédée in Frankreich relativ beliebt und hielt sich lange um Rang 100 der Vornamenscharts. In den 1910er Jahren setzte ein zunächst langsamer, ab Mitte der 1940er Jahre schneller werdender Prozess der Schwindenden Popularität ein. Seit den 1960er Jahren wird der Name nur noch selten vergeben.

## Namensträger
- Amédée Achard (1814–1875), französischer Schriftsteller
- Amédé Ardoin (1898–1941), US-amerikanischer, kreolischer Zydeco-Musiker
- Amédée Armand (1807–1881), französischer Unternehmer
- Amédé Barth (1899–1926), Schweizer Maler und Zeichner
- Amédée Beaujean (1821–1888), französischer Altphilologe, Romanist und Lexikograf
- Amédée Bollée (1844–1917), französischer Glockengießer und Automobilpionier aus Le Mans
- Amédée Bonnet (1809–1858), französischer Chirurg
- Amédée Borrel (1867–1936), französischer Mediziner und Bakteriologe
- Amédée Borsari (1905–1999), französischer Komponist
- Amédée Boué (1794–1881), deutsch-österreichischer Geologe und Mediziner
- Amédée Burat (1809–1883), französischer Geologe
- Amédée-Anatole Courbet (1827–1885), französischer Admiral
- Amédée Louis Despans de Cubières (1786–1853), französischer General
- Amédée Dechambre (1812–1886), französischer Arzt
- Amédée Dutacq (1848–1929), französischer Komponist
- Amédée Forget (1847–1923), kanadischer Politiker und Rechtsanwalt
- Amédée Fournier (1912–1992), französischer Radsportler
- Amédée-François Frézier (1682–1773), französischer Militärexperte, Mathematiker, Spion und Entdecker
- Amédée Henri Gustave Noël Gastoué (1873–1943), französischer Musikwissenschaftler und Komponist
- Amédée Girod (1835–1905), Schweizer Jurist und Politiker
- Amédée Godard († 1894 oder 1896), französischer Komponist
- Amédée Grab OSB (1930–2019), emeritierter Bischof des Bistums Chur
- Amédée Guy (1882–1957), französischer Politiker und Résistant
- Amédée-Louis Hettich (1856–1937) war ein französischer Dichter, Sänger, Journalist, Komponist und Musikpädagoge
- Amédée-François Lamy (1858–1900), französischer Kolonialist und Offizier
- Amédée Louis Michel Le Peletier, comte de Saint-Fargeau (Lepeletier; 1770–1845), französischer Entomologe
- Amédée Mannheim (1831–1906), französischer Mathematiker, Ingenieur und Offizier
- Amédée de Noé (Künstlername Cham; 1819–1879), französischer Karikaturist
- Amédée Ozenfant (1886–1966), französischer Maler
- Amédée Pagès (1865–1952), französischer Romanist, Katalanist und Mediävist
- Amédée Pigeon (1851–1905), französischer Journalist, Kunstkritiker und Schriftsteller
- Amédée Wilfrid Proulx (1932–1993), US-amerikanischer römisch-katholischer Geistlicher, Weihbischof in Portland
- Amédée Rolland (1914–2000), französischer Radrennfahrer
- Amedée Rossi (1896–1963), französischer Autorennfahrer italienischer Abstammung
- Amédée Tardieu (1822–1893), französischer Geograph, Bibliothekar und Diplomat
- Amédée Thierry (1797–1873), französischer Historiker, Journalist und Politiker
- Amédée Tremblay (1876–1949), kanadischer Organist, Komponist und Musikpädagoge

Zwischenname
- Jules Amédée Barbey d’Aurevilly (1808–1889), französischer Schriftsteller und Moralist
- Alfred Amédée Dodds (1842–1922), französischer Offizier
- Gustave Amédée Humbert (1822–1894), französischer Politiker und Jurist
- Pierre Amédée Jaubert (1779–1847), französischer Orientalist
- Charles Amédée Kohler (1790–1874), Schweizer Chocolatier und Unternehmer
- Charles-Amédée-Philippe van Loo (1719–1795), französischer Maler von Porträts und allegorischen Szenen
- Louis Amédée Mante (1826–1913), französischer Fotograf und Erfinder
- Amédée Willot (1755–1823), französischer General und Politiker

### Künstlername
- Amédée, Künstlername des französischen Autors und Schauspielers Philippe de Chérisey (1923–1985)